# Ньевро
Ньевро́ (фр. Niévroz) — коммуна во Франции, находится в регионе Рона — Альпы. Департамент — Эн. Входит в состав кантона Монлюэль. Округ коммуны — Бурк-ан-Брес.
Код INSEE коммуны — 01276.

## География
Коммуна расположена приблизительно в 400 км к юго-востоку от Парижа, в 19 км северо-восточнее Лиона, в 45 км к югу от Бурк-ан-Бреса.
На юге коммуны протекает река Рона, проходит канал Мирибель, а также расположены несколько озёр.

## Климат
Климат полуконтинентальный с холодной зимой и тёплым летом. Дожди бывают нечасто, в основном летом.

## Население
Население коммуны на 2010 год составляло 1488 человек.
| 1962 | 1968 | 1975 | 1982 | 1990 | 1999 | 2010 |
| ---- | ---- | ---- | ---- | ---- | ---- | ---- |
| 364  | 502  | 627  | 782  | 1061 | 1359 | 1488 |

## Администрация
| Период | Период | Фамилия         | Партия                    | Примечания |
| ------ | ------ | --------------- | ------------------------- | ---------- |
| 1995   | 2001   | Ален Пуке       |                           |            |
| 2001   | 2020   | Патрик Баттиста | Союз за народное движение |            |

## Экономика
В 2010 году среди 1040 человек трудоспособного возраста (15—64 лет) 804 были экономически активными, 236 — неактивными (показатель активности — 77,3 %, в 1999 году было 72,3 %). Из 804 активных жителей работали 757 человек (400 мужчин и 357 женщин), безработных было 47 (24 мужчины и 23 женщины). Среди 236 неактивных 109 человек были учениками или студентами, 66 — пенсионерами, 61 были неактивными по другим причинам.

## Фотогалерея
- Ньевро
- Церковь Успения
- Школа
- Военный мемориал
- Плотина Жон